# Сингх, Бхупиндер (музыкант)
Бхупиндер Сингх (англ. Bhupinder Singh; 6 февраля 1940, Амритсар, Британская Индия — 18 июля 2022, Мумбаи) — индийский певец и гитарист, записывавший песни для фильмов на хинди.

## Биография
Родился 6 февраля 1940 года в Амритсаре (ныне штат Пенджаб) и вырос в Дели. С детства обучался музыке и пению у отца, профессора Ната Сингха. Поскольку тот был очень строгим преподавателем, обучение сначала не вызывало у Бхупиндера энтузиазма, и пению он предпочитал гавайскую гитару. Позднее он учился музыке у К. И. Тахима и Т. В. Гопала Кришны.
Благодаря умению играть на гитаре, он начал работать штатным музыкантом на Всеиндийском радио под руководством композитора Сатиша Бхатиа. Позже тот начал давать Сингху возможность петь на радио и познакомил его с кинокомпозитором Маданом Моханом, когда он посещал Дели. Мохан пригласил Сингха в Бомбей и дал ему партию в песне «Hoke Majboor Mujhe» для фильма Haqeeqat (1964). Остальные партии исполняли наиболее известные закадровые певцы того времени Мохаммед Рафи, Манна Дей и Талат Махмуд. Сингх также появился в эпизоде фильма. Два года спустя певец исполнил джазовое соло «Rut Jawaan Jawaan» на музыку Хайяма в «Последнем письме» (1966), а также сыграл эпизодическую роль вокалиста клубной группы.
Необычная тональность его голоса поначалу считалась слишком мрачной. И первые годы в Бомбее он был более востребован как гитарист, мастерски играющий на гавайской, испанской и электрогитаре. Сингх был постоянным членом команды композитора Рахула Дева Бурмана, именно на его гитаре появился рифф из знаменитой песни «Dum Maro Dum», написанной для фильма «Брат и сестра» (1971). Его гитарные партии звучат также в композициях «Tum Jo Mil Gaye Ho» (Hanste Zakhm, 1973), сочиненной Маданом Моханом, «Chingari Koi Bhadke» (Amar Prem, 1972) и «Chura Liya Hai Tumne» («Найти друг друга», 1973) Р. Д. Бурмана.
Как певец он начал набирать популярность после 1972 года. В тот год песня «Beiti Na Bitai Raina», записанная Сингхом вместе с Латой Мангешкар для фильма «Знакомство» Гульзара, принесла певице Национальную кинопремию. Для другого фильма режиссёра, «Путешествие в прошлое» (1975), он записал композицию «Dil Dhoonta Hai» в двух вариантах разной тональности. В дальнейшем ему прекрасно удалось передать эмоциональную дилемму в «Ek Akela Is Shehar Main» (Gharaonda, 1977) и побуждение принять жизнь в «Zindagi Zindagi Mere Ghar Aana» (Dooriyaan, 1979). В числе исполненных им песен — «Naam Gum Jayega» («Два берега», 1977), «Karoge Yaad Toh» («В поисках счастья», 1982), «Kisi Nazar Ko Tera Intizaar» («Вера», 1986), «Baadalon Se Kaat Kaat Ke» («Предательство», 1998). Он также записал несколько версий «Rasiya» для фильма Manju (1983) на малаялам.
В начале 1980-х Сингх познакомился с бангладешской певицей Митали Мукерджи. После того как они поженились в 1983 году, он практически отказался от записи песен для фильмов, чтобы выступать и выпускать альбомы вместе с женой. Ещё в 1960-х годах Сингх спел несколько газелей для звукозаписывающей компании HMV, которая выпустила их как синглы. В дальнейшем он интерпретировал газели разными способами. В альбоме 1980 года Woh Jo Shair Tha певец спел стихи Гулзара, смешав свой мрачный голос с звуком синтезатора, электрогитарой и барабанами. Чуть позже он исполнил «Aankhon Ka Tha Kasoor» на стихи Джигара Морадабади.
Среди полученных им наград Сингх особо выделял премию Академии Сангит Натак, полученную им в 2015 году. Он также дважды получал премию за лучший вокал от правительства штата Гуджарат. В 2020 году певец был отмечен премией Mirchi Music Awards за вклад в музыку.
Сингх скончался 18 июля 2022 года в больнице Мумбаи в возрасте 82 лет. У него остались жена и сын Нихал.